# Lollands Nørre Herred
 Lollands Nørre Herred var et herred i Maribo Amt. Herredet hed oprindeligt Arninge Herred, men i 1300-tallet begyndte man at bruge det nuværende navn. Det hørte oprindeligt under Halsted Len, der i 1662 blev ændret til Halsted Amt (Halsted Klosters Amt), indtil det i 1803 blev en del af Maribo Amt.
I herredet købstaden Nakskov samt ligger følgende sogne:
- Birket Sogn
- Branderslev Sogn
- Halsted Sogn
- Herredskirke Sogn
- Horslunde Sogn
- Købelev Sogn
- Løjtofte Sogn
- Sankt Nikolai Sogn
- Nordlunde Sogn
- Sandby Sogn
- Stormarks Sogn
- Utterslev Sogn
- Vesterborg Sogn
- Vindeby Sogn